# علی منشار عاملی
زین الدین علی بن احمد بن محمد بن هلال کرکی عاملی (درگذشته ۹۸۴ اصفهان) معروف به شیخ علی منشار عاملی یا ابن هلال عاملی که به نام جدّش به علی بن هلال کرکی مشهور است. او از جبل عامل به دعوت استادش، محقق کرکی در عهد شاه طهماسب به ایران مهاجرت کرد و به شیخ الاسلامی اصفهان رسید. او چهار هزار جلد کتاب هم به همراه خود برد که همه این کتاب‌ها پس از مرگ او، به تنها فرزندش ـ که همسر شیخ بهایی بوده ـ به ارث رسید.
رسالة فی صلاة الجمعه از تألیفات اوست که در آن، قائل به عدم وجوب عینی نماز جمعه شده‌است.
شیخ علی منشار عاملی پدر شیخ بهایی را به ایران دعوت کرد و او را برای شیخ الاسلامی اصفهان توصیه کرد. او پدرزن شیخ بهایی است.
وی در اصفهان درگذشت و در دارالسیاده حرم علی بن موسی الرضا در مشهد دفن شد.